# Sédhiou
Sédhiou es una ciudad de Senegal, en el área de Casamanza, cercano al río Casamanza, con una población de 24,213.

## Historia
La principal cultura histórica de Sédhiou provino del pueblo mandinga, pero muchas poblaciones están localizadas en el área hoy en día.

## Geografía

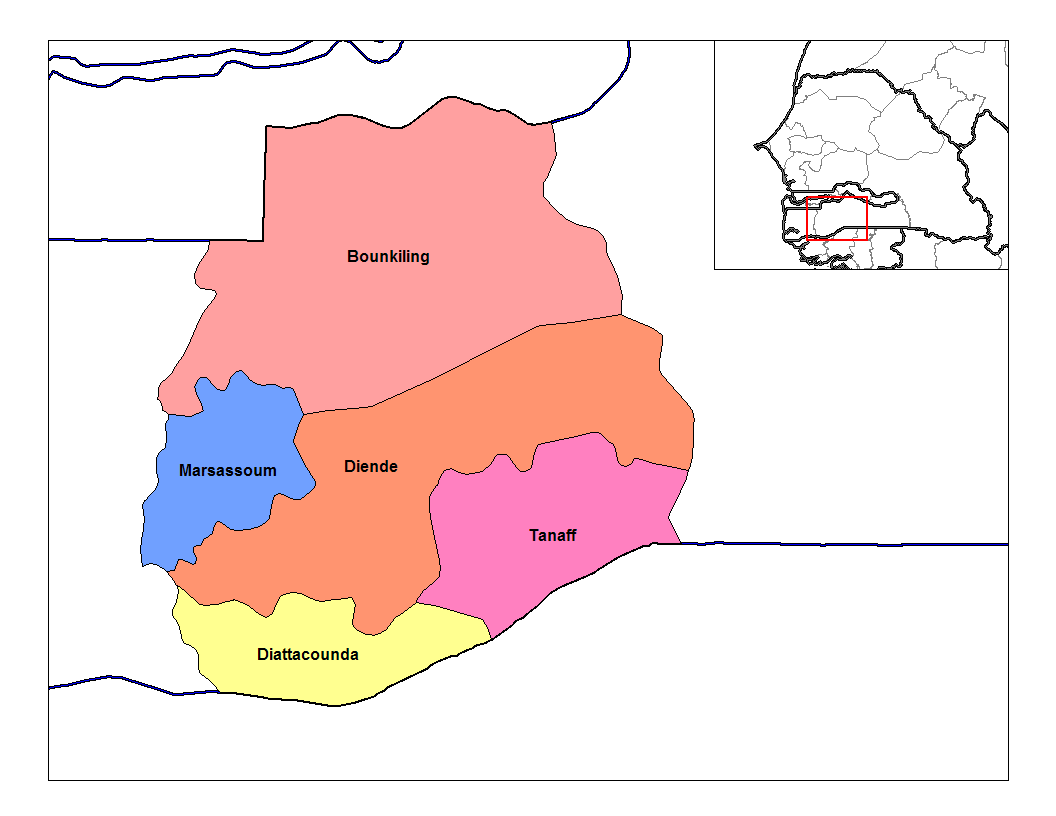
Distrito de Sédhiou

Es la capital de la región de Sédhiou.

## Demografía
En 1983, 13,212 habitantes vivían en la ciudad, aumentando a 18,465 en 2002. En el 2013 censo Sédhiou tuvo una población de 24,213.

## Personas destacadas
La ciudad es el lugar de nacimiento del seleccionado nacional Sadio Mané, quien actualmente juega para el club de la Liga Profesional Saudí, Al-Nassr Football Club.

## Ciudades Hermanadas
- Les Ulis